# Kỳ thi chọn học sinh giỏi quốc gia trung học phổ thông
Kỳ thi chọn học sinh giỏi quốc gia trung học phổ thông (viết tắt là Kỳ thi HSGQG) là kỳ thi chọn học sinh giỏi cấp quốc gia dành cho học sinh bậc trung học phổ thông do Bộ Giáo dục và Đào tạo tổ chức vào khoảng từ tháng 12 đến tháng 1 hằng năm. Những học sinh đạt điểm cao nhất trong kỳ thi này ở một vài bộ môn được Bộ Giáo dục và Đào tạo triệu tập tại Hà Nội, Việt Nam để tham gia kỳ thi chọn các học sinh vào đội tuyển Quốc gia Việt Nam tham dự các cuộc thi Olympic khu vực và quốc tế.
Những học sinh đạt giải Nhất, Nhì, Ba được tuyển thẳng vào các trường đại học và có cơ hội được học bổng cho các năm học. Những học sinh đạt giải Khuyến khích được xét tuyển thẳng vào các trường cao đẳng và trung cấp chuyên nghiệp. Kỳ thi này có ý nghĩa rất quan trọng trong việc đánh giá chất lượng học tập giữa học sinh các tỉnh thành ở Việt Nam.

## Mục tiêu và đối tượng dự thi
Đối tượng dự thi là học sinh đang là học sinh bậc trung học phổ thông ở Việt Nam đã tham gia kỳ thi chọn học sinh giỏi cấp cơ sở (tỉnh, thành phố trực thuộc trung ương và một số trường trung học phổ thông chuyên thuộc các trường đại học) và được chọn vào đội tuyển của đơn vị dự thi. Đối với kỳ thi chọn học sinh giỏi quốc gia, đội tuyển mỗi môn thi của từng đơn vị dự thi có tối đa 10 thí sinh (Hà Nội và Thành phố Hồ Chí Minh tối đa 20 thí sinh).
Theo quy chế của Kỳ thi chọn học sinh giỏi quốc gia, kỳ thi có những mục tiêu sau:
- Thi chọn học sinh giỏi nhằm động viên, khuyến khích người dạy và người học phát huy "năng lực sáng tạo", dạy giỏi, học tốt.[1]
- Góp phần thúc đẩy việc cải tiến, nâng cao chất lượng dạy và học, chất lượng công tác quản lý, chỉ đạo của các cấp quản lý giáo dục.[1]
- Phát hiện người học có năng khiếu về môn học để tạo nguồn bồi dưỡng, thực hiện mục tiêu đào tạo nhân tài cho địa phương, đất nước.[1]
- Chọn học sinh giỏi cấp quốc gia bậc học trung học phổ thông của Việt Nam.[1]
- Chọn đội tuyển dự thi Olympic quốc tế trong số những người đạt giải cao nhất.[1]

### Cán bộ coi thi và giám khảo
Cán bộ coi thi là các giáo viên trung học phổ thông của các tỉnh và thanh tra của Bộ Giáo dục và Đào tạo. Cán bộ coi thi tỉnh này được cử đi coi thi tỉnh khác.
Trưởng ban là lãnh đạo Cục Quản lí chất lượng; phó Trưởng ban là Phó Cục trưởng Cục Quản lí chất lượng hoặc lãnh đạo Vụ Giáo dục Trung học; các giám khảo là các chuyên gia khoa học, chuyên viên, giảng viên có uy tín khoa học và năng lực chuyên môn ở một số đại học, học viện, trường đại học, cơ quan, cơ sở giáo dục ở Trung ương. Mỗi môn thi có một Trưởng môn chấm thi phụ trách.

## Hình thức
Nội dung thi được thực hiện theo hướng dẫn nội dung dạy học các môn chuyên của các trường trung học phổ thông chuyên do Bộ Giáo dục và Đào tạo ban hành.
Trên thực tế, nội dung thi các môn khoa học tự nhiên đạt tới trình độ rất sâu (tương đương với các kiến thức ở bậc đại học) và gần như không liên quan đến kiến thức phổ thông. Ví dụ ở môn thi Hoá học, học sinh sẽ phải biết đến những kiến thức như cấu tạo chất, hoá phân tích,... là những kiến thức hoá học chuyên ngành ở bậc đại học. Sở dĩ nội dung thi như vậy vì để đáp ứng với yêu cầu chất lượng thí sinh tham gia thi các kỳ thi chọn đội tuyển Olympic khu vực và quốc tế, cũng như bước đầu cho học sinh làm quen với nội dung thi ở các kỳ thi lớn hơn.
Kỳ thi được tổ chức thi tại đơn vị dự thi hoặc các đơn vị dự thi liên kết tổ chức thi chung tại một địa điểm.

### Môn thi
- Ngữ văn, Lịch sử, Địa lí, Ngoại ngữ (Tiếng Anh, Tiếng Pháp, Tiếng Nga, Tiếng Trung Quốc, Tiếng Nhật): Thang điểm 20.[1]
- Toán, Tin học, Vật lí, Hóa học, Sinh học: Thang điểm 40.[1]

### Thời gian
Kỳ thi chọn học sinh giỏi quốc gia trung học phổ thông Việt Nam có 2 buổi thi, trong đó:
- Các môn Ngữ văn, Lịch sử, Địa lí: 1 buổi thi.
- Các môn Toán, Tin học, Ngoại ngữ, Vật lí, Hóa học, Sinh học: 2 buổi thi.

Các môn thi Ngữ văn, Lịch sử, Địa lí có 1 bài thi viết duy nhất. Môn thi Tin học có 2 bài thi lập trình trên máy tính. Môn thi Ngoại ngữ (Tiếng Anh, Tiếng Nga, Tiếng Pháp, Tiếng Trung Quốc) có 1 bài thi viết kiểm tra các kỹ năng nghe, từ vựng-ngữ pháp, đọc, viết và 1 bài thi nói. Các môn thi Toán, Vật lí, Hóa học, Sinh học có 2 bài thi viết (từ năm học 2021-2022, phần thi thực hành các môn Vật lí, Hoá học, Sinh học bị lược bỏ do ảnh hưởng của đại dịch COVID-19, sau đó bị thay thế chính thức từ năm học 2023-2024 bằng nội dung câu hỏi đánh giá kỹ năng, năng lực thực hiện thí nghiệm, thực hành của thí sinh trong bài thi viết).
Thời gian làm bài thi viết và thi lập trình là 180 phút. Với bài thi nói các môn Ngoại ngữ, thí sinh thực hiện thi trên phần mềm thi của Bộ Giáo dục và Đào tạo. Hệ thống sẽ lựa chọn ngẫu nhiên 1 trong 10 đề bài. Thí sinh có 5 phút chuẩn bị và 5 phút trình bày bài nói vào micro kết nối với máy tính.

## Chia bảng đơn vị dự thi (từ trước năm 2006)
Từ 2006 trở về trước, các đơn vị dự thi được sắp xếp vào hai bảng A và B. Bảng A được dành cho cho đơn vị có truyền thống bồi dưỡng học sinh giỏi, bảng B được dành cho các đơn vị còn lại. Đề thi bảng A nói chung khó hơn đề thi bảng B. Hiện nay, để bảo đảm tính công bằng và để chọn ra học sinh thực sự giỏi, Bộ Giáo dục và Đào tạo đã huỷ bỏ cơ chế chia bảng. Tất cả các thí sinh ở các tỉnh thành đều làm chung một đề.
Danh sách chia bảng cụ thể như sau:
- Bảng A, gồm: Hà Nội, TP. Hồ Chí Minh, Hải Phòng, Đà Nẵng, Hải Dương, Hưng Yên, Thái Bình, Hà Nam, Nam Định, Ninh Bình, Bắc Ninh, Vĩnh Phúc, Phú Thọ, Thái Nguyên, Bắc Giang, Quảng Ninh, Thanh Hoá, Nghệ An, Hà Tĩnh, Quảng Bình, Quảng Trị, Thừa Thiên Huế, Quảng Nam, Quảng Ngãi, Bình Định, Phú Yên, Khánh Hoà, Đồng Nai, Đại học Khoa học tự nhiên (ĐHQG Hà Nội), Đại học Sư phạm Hà Nội, Đại học Ngoại ngữ (ĐHQG Hà Nội), Đại học Vinh, Đại học Huế, Trường Phổ thông Năng khiếu (Đại học Quốc gia Thành phố Hồ Chí Minh).
- Bảng B, gồm: Lạng Sơn, Cao Bằng, Bắc Kạn, Hà Giang, Lào Cai, Yên Bái, Tuyên Quang, Lai Châu, Sơn La, Hoà Bình, Gia Lai, Kon Tum, Đak Lak, Lâm Đồng, Ninh Thuận, Bình Thuận, Tây Ninh, Bình Dương, Bình Phước, Bến Tre, Bạc Liêu, Cà Mau, Bà Rịa – Vũng Tàu, Long An, Tiền Giang, Cần Thơ, Đồng Tháp, An Giang, Trà Vinh, Vĩnh Long, Sóc Trăng, Kiên Giang, Trường Phổ thông Vùng cao Việt Bắc.

Riêng môn Tin học:
- Bảng A, chỉ bao gồm: Hà Nội, TP. Hồ Chí Minh, Hải Phòng, Đà Nẵng, Nam Định, Thanh Hoá, Thừa Thiên Huế, Đại học Khoa học tự nhiên (ĐHQG Hà Nội), Đại học Sư phạm Hà Nội, Trường Phổ thông Năng khiếu (Đại học Quốc gia Thành phố Hồ Chí Minh), Đại học Huế, Đại học Vinh (nếu có).
- Bảng B, gồm: Các đơn vị đăng ký thi còn lại.

## Bê bối
Vì thí sinh đoạt giải được xét tuyển thẳng vào các trường đại học và có nhiều quyền lợi khác thế nên đã có nhiều vụ việc gian lận trong kì thi, điển hình như sự việc can thiệp vào kết quả chấm thi HSGQG đầu năm 2019 đã dấy lên sự lo ngại lớn đối với dư luận và thí sinh. Trên thực tế sau khi điều tra, vụ việc can thiệp vào kết quả thi HSGQG đã có từ năm 2017 hoặc có thể sớm hơn nữa.
Kết quả việc kiểm tra xác suất chấm lần một của 27 bài thi HSGQG năm 2017 cho thấy, giám khảo chưa chấm bài thi độc lập theo quy định, việc cộng điểm trên bài thi không đúng. Như bài thi số phách 4114 (môn Sinh học), điểm câu 1 ghi không đúng, khiến cho tổng điểm bài thi thực tế là 18,75 điểm nhưng được ghi là 19 điểm; bài thi số phách 5606 (môn Lịch sử) câu 6 được ghi là 2,5 điểm nhưng điểm thực tế chỉ là 2,25 điểm. Tại môn Lịch sử, số phách 5209 và số phách 5325 có phiếu điểm thống nhất cùng là 13,75 nhưng in từ máy tính ra lại là 14 điểm,...
Qua kiểm tra xác suất bốn bài thi có điểm thay đổi sau khi phúc khảo (hai bài môn Hóa học, hai bài môn Sinh học) cho thấy, không có biên bản mở, kiểm tra túi bài thi theo quy định; biên bản tổ chấm ghi không đúng với thực tế của việc tăng điểm bài thi.
Bài thi mã phách 04363402 của thí sinh tỉnh Thanh Hóa từ không có giải, sau khi phúc khảo được tăng điểm và đoạt giải Ba (từ 11,5 điểm tăng lên 12,5 điểm). Trong biên bản chấm phúc khảo, nguyên nhân tăng điểm được cho là cộng nhầm điểm, nhưng khi kiểm tra thì không phải cộng nhầm mà giám khảo cho thêm điểm thành phần vào bài thi bằng mực tím. Riêng câu 6 tăng 0,5 điểm mà không rõ phần nào. Một bài thi khác có mã phách 04400325 của thí sinh tại Hà Nội từ 9,25 lên 10,5 điểm với lý do là cộng nhầm.
Ngoài ra, tại một số địa phương, người ra đề đề xuất và hội đồng soạn thảo đề thi nhưng lại tham gia bồi dưỡng, tập huấn cho đội tuyển dự thi của các tỉnh, thành phố. Điều này có thể làm các thí sinh ở tỉnh khác bất lợi hơn vì "không biết trước đề".
Một số đơn vị mời các thầy cô giáo hoặc đưa học sinh trong đội tuyển về Hà Nội để ôn tập trước khi thi, gây ra thắc mắc hoặc băn khoăn, nghi ngại trong dư luận về tính khách quan, công bằng của công tác tổ chức thi và kết quả thi.
Trong kỳ thi năm học 2023-2024, xuất hiện bất thường trong khâu ra đề và xếp giải môn Toán, khi chỉ có 43,3% thí sinh được cấp giải Khuyến khích trở lên.

## Giải thưởng
Có các giải thưởng sau: giải Nhất, giải Nhì, giải Ba và giải Khuyến khích. Người đoạt giải trong kỳ thi này được Bộ Giáo dục và Đào tạo cấp giấy chứng nhận Học sinh giỏi quốc gia trung học phổ thông. Các thí sinh tham dự kỳ thi nhưng không đoạt giải được cấp giấy chứng nhận học sinh tham dự Kỳ thi chọn học sinh giỏi quốc gia.
Những thí sinh tham gia kì thi chọn đội tuyển Olympic quốc tế được miễn xét tốt nghiệp và tuyển thẳng vào bất kì trường đại học nào với môn thi phù hợp.
Những thí sinh đạt giải Nhất, Nhì, Ba trong kỳ thi này được đăng kí xét tuyển thẳng vào trường đại học có khối ngành phù hợp với môn đã dự thi. Những thí sinh đạt giải Khuyến khích trong kỳ thi này được đăng kí xét tuyển thẳng vào trường cao đẳng, trung cấp chuyên nghiệp nào có khối ngành phù hợp với môn đã dự thi. Các thí sinh đoạt giải từ Khuyến khích trở lên được cộng điểm xét tốt nghiệp trong kỳ thi tốt nghiệp THPT.